# 寒空はだか
寒空 はだか（さむぞら はだか、1964年12月19日 - ）は、日本の漫談家、俳優。ボーイズ・バラエティー協会・落語協会所属。血液型はO型。出囃子は『じゃじゃ馬億万長者』。

## 略歴
埼玉県草加市出身。埼玉大学在学時代は落語研究会に所属、芸名は「大詰亭冷やっこ」（おおつめていひややっこ）。
1988年、渋谷ジァン・ジァンにて初舞台。1991年より「寒空はだか」の名義でソロ活動を開始する。元々は落語家になりたいと思っていたが、立川談志の著書『あなたも落語家になれる』を読んだところ、「いきなり落語家になるな」と書かれていた為、いったん劇団に入団。
役者として活動した後、TBSラジオの勝ち抜き番組「赤坂お笑いD・O・J・O」に出演し、芸人としての活動がメインとなる。当初はフォークシンガーを演じる1人コントをやっていたが、1998年から現在の漫談スタイルに転換。1998年に「東京タワーの歌」をリリースし、人気を得た。
2023年8月より落語協会準会員として入会し、2024年8月より落語協会正会員に移行した（柳亭市馬門下）。

## 芸風・人物
- ギターを用い「ない」コミックソングを歌う（正確には「真空ギター」）。
- キャッチフレーズは、「一億人のハナ歌をめざす」[3]。
- 趣味は1950年代～1960年代中心の日本映画観賞（ロケ地探索）、東京六大学・東都大学野球観戦、大学校歌研究[1]。

## 出演

### テレビ
- へなちょこパンチ（フジテレビ）
- 爆笑オンエアバトル（NHK総合）戦績0勝5敗 最高313KB
- 深夜の星（TBSテレビ）
- BS笑点（BS日テレ）
- 笑謝和(ワラシャワ) 〜浴びてうれしい 笑いのシャワー〜（NHK総合、2007年12月31日）
- 柳家喬太郎のイレブン寄席（BS11、2020年7月7日)

### ラジオ
- 赤坂お笑いD・O・J・O（TBSラジオ）
- 私がラジオスター（文化放送）
- 土曜ワイドラジオTOKYO 永六輔その新世界（TBSラジオ、2003年・2004年・2007年・2013年）
- Kitaguchiはだか祭り2008（山梨放送、2008年）※メインパーソナリティ
- 今夜も大入り!渋谷・極楽亭（NHKラジオ第1、2008年）
- ヨコハマろはす（RFラジオ日本、2011年・2012年）
- 高田文夫のラジオビバリー昼ズ（ニッポン放送、2011年・2012年）
- 大正製薬天下たい平!落語はやおき亭（文化放送、2013年）
- ラジオ寄席（TBSラジオ、2017年）
- らくごのデンパ（文化放送、2019年）
- 真打ち競演（NHKラジオ第1、2022年）

### 舞台
- 浅草東洋館
- 横浜にぎわい座
- 天満天神繁昌亭
- 神戸新開地・喜楽館

### 映画
- 行楽猿（1993年、イワモトケンチ監督）河野役
- ひみつの花園（1997年、矢口史靖監督）ハルオ役
- 冬の幽霊たち（2004年、稲葉耕作監督）ビデオ屋の幽霊役
- 奏愛のクロスロード（2007年、池島ゆたか監督）名倉役
- 人生とんぼ返り（2020年、末永賢監督）- 出演・本人役、主題歌

### CM
- らくらくスマートフォン3（富士通、2014年）

## 作品集

### レコード
- 東京タワーの歌（1998年1月、OZD-048）※7inchレコード
  - 東京タワーの歌（ア・カペラ）／漁り火～海底人来襲（ライブ録音）

### CD
- 東京タワーの歌（2000年12月15日、VSCD-283）※マキシシングル
  - 東京タワーの歌／俺は殺し屋デンジャラス
  - 栗コーダーカルテットが伴奏で参加している。
  - aikoがMCを務めるラジオ番組で「東京タワーの歌」が流れた事があり、その際に「天才。トニー谷もビックリやね」と絶賛された。
- 俺様と私（2004年12月1日、VGL-171）※アルバム
  - Overture（東京タワーの歌）／キミを愛しすぎるから／クロウト女／マタギ～プロローグ～／マタギ／ふたりの甲子園／ボーイミーツガール／ボーイミーツガール（Reprise）／谷底の百合／東京タワーの歌（ライブ録音）／ボーイミーツガール（カラオケ）／谷底の百合（カラオケ）
- いつも能天気 ～寒空はだか・実況～（2008年3月19日、VGL-175）※ライブアルバム
  - オープニング（寒空はだかのテーマ）／僕の彼女はオオカミ少女／登る阿呆に見る阿呆／キミに贈ったラブにぎり／俺は脱獄犯～二人の四畳半／バカの壁～今週の20位から11位／うなぎ親父の伝説／東京タワーの歌（Extended Version）／ふたりの甲子園／ある日の「浅草東洋館」漫談実況／カヤバコーヒーのうた（伴奏: 今野英明と東京ランデブー）／カヤバコーヒーのうた（カラオケ）
- 東京モンド（2012年5月16日、VGL-188）※アルバム
  - スカイツリー音頭・決定版／地下少年メトロ［アバンタイトル］／地下少年メトロ・OPテーマ TVサイズ／バカの壁／東京タワーの歌・爆音ver. with云うだけ番長／［実況］さがみのようなはこねをつれて／［実況］横浜にぎわい座カウントダウン寄席2011／【カラオケ】スカイツリー音頭・決定版／【カラオケ】地下少年メトロ・OPテーマ TVサイズ／【カラオケ】バカの壁／【カラオケ】東京タワーの歌・爆音ver.
  - フルアルバム。特典映像として「東京タワーの歌」のPVを収録。
- 今度の日曜また来よう（2018年9月9日、T-007）※ミニアルバム
  - 常磐炭坑節／人にやさしく／茶目子の一日／バリ島よいとこ／哀しみのソレアード
  - 遠峰あことのコラボアルバム。